# Chorosoma
Chorosoma – rodzaj pluskwiaka z podrzędu różnoskrzydłych i rodziny wysysowatych. 

## Morfologia
Pluskwiaki te posiadają ciało silnie wydłużone oraz wyraźnie grzbietobrzusznie spłaszczone. Ubarwione są zielono-żółto-brązowo. Posiadają prostokątne przedplecze oraz pokryte brązowoczerwonymi włoskami czułki.

## Rozprzestrzenienie
Rodzaj ten występuje tylko Palearktyce. W Europie występują dwa gatunki, a w Polsce tylko jeden gatunek.

## Systematyka
Zalicza się tu 7 opisanych gatunków:
- Chorosoma brevicolle Hsiao, 1964 -gatunek środkowoazjatycki (Sinciang).
- Chorosoma gracile Josifov, 1968 -gatunek europejski
- Chorosoma josifovi Schwartz, Schaefer et Lattin, 2008
- Chorosoma longicolle Reuter, 1900 -gatunek środkowazjatycki (Uzbekistan)
- Chorosoma macilentum Stål, 1858 -gatunek północnoazjatycki (Syberia)
- Chorosoma schillingii (Schilling, 1829) -gatunek europejski, występujący w Polsce
- Chorosoma xenocles Linnavuori, 1976